# Centropogon lagotis
Centropogon lagotis är en klockväxtart som beskrevs av Franz Elfried Wimmer. Centropogon lagotis ingår i släktet Centropogon och familjen klockväxter. Inga underarter finns listade i Catalogue of Life.